# Lorenzo Ghiberti
Lorenzo Ghiberti (născut Lorenzo di Cione di ser Bonaccorso, zis Lorenzo di Bartolo), n. 1378, Florența, Republica Florentină – d. 1 decembrie 1455, Florența, Republica Florentină, bijutier, sculptor, arhitect și scriitor de artă italian-florentin, din promotorii Renașterii italiene (italiană Rinascimento), autorul porților de est ale baptisteriului florentin Sfântul Ioan Botezătorul (italiană San Giovanni Battista), din fața Domului Santa Maria del Fiore, numite mai târziu de către Michelangelo "Porțile Paradisului" (1425–1452), capodoperă a artei italiene din Quattrocento (Sec. XV). 

## Date biografice

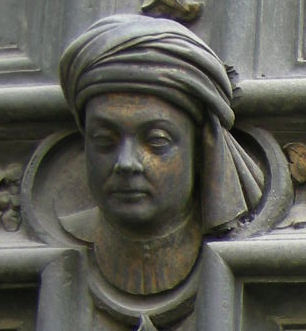
Lorenzo Ghiberti - Autoportret, Battisterul din Florența - poarta de nord

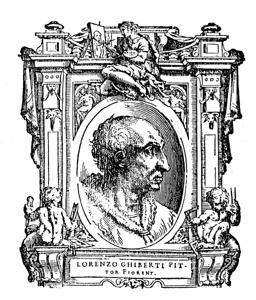
Lorenzo Ghiberti, gravură, în Giorgio Vasari - „Vite de' più eccellenti architetti, pittori et scultori italiani, da Cimabue insino a' tempi nostri”.

Datele sale biografice au ca primă sursă autobiografia lui Ghiberti - prima autobiografie a unui artist - cuprinsă în „Comentarii” (în italiană "Commentario"), trei volume de istorie a artei (neterminată) scrise de pe pozițiile Renașterii umaniste italiene. De această operă s-a folosit ulterior Giorgio Vasari în cartea sa de istoria artei „Viața celor mai remarcabili arhitecți, pictori și sculptori italieni, de la Cimabue și până în timpul nostru” (în italiană "Vite de' più eccellenti architetti, pittori et scultori italiani, da Cimabue insino a' tempi nostri").
Lorenzo Ghiberti s-a născut la 1 decembrie 1378 la Pelago, provincia Florența, ca fiu al lui Cione di ser Bonaccorso, care a murit timpuriu. Al doilea soț al mamei sale, bijutierul Bartolo di Michele zis Bartoluccio i-a devenit un adevărat tată și îndrumător. Ca recunoștință, Lorenzo a purtat numele de Lorenzo di Bartolo până la vârsta de 16 ani. 
Lorenzo, conform obiceiurilor vremii, și-a făcut ucenicia în atelierul părintesc al lui Bartoluccio și în 1392 a fost recunoscut ca bijutier - primul bijutier-sculptor-pictor din Quattrocento - admis în „Ghilda Mătăsii și Aurului”. 
În 1398 Ghiberti a trecut examenele ghildei devenind „maestru-bijutier”.
În 1401, total necunoscut, Ghiberti a concurat la concursul organizat de fondul Arte di Calimala pentru proiectul celei de-a doua poartă de bronz a Baptisteriei Sfântul Ioan Botezătorul din Florența, alături de alți șase concurenți, printre care, Filippo Brunelleschi, Niccolò di Piero Lamberti și Jacopo della Quercia. Lucrarea-test prezentată de Ghiberti, un basorelief de bronz pe tema Sacrificiul lui Isaac (actualmente expus la palatul Bargello-Florența) a fost acceptată în unanimitate. Marele Brunelleschi, văzând această lucrare, s-a retras din concurs . Isaac era reprezentat nud, cu un corp atletic, classic, în stilul sculpturii antice romane, o manieră diferită, revoluționară, față de moda ascetic-eclesiastică a artei medievale.
La 23 noiembrie 1403, Ghiberti a semnat contractul prin care se angaja să lucreze neîntrerupt  la poarta baptisteriului, începând din 1 decembrie și până la terminare. Execuția comenzii - care a deviat de la schema gotică concepută de Andrea Pisano (contemporan și elev al lui Giotto și autorul porții de sud) - s-a prelungit până în anul 1424. Contractul impunea artistului livrarea de trei basoreliefuri pe an, dar această clauză nu a fost respectată. În 1407 contractul a fost revizuit, incluzând obligația clară a sculptorului de a lucra exclusiv la acest proiect, pentru un salariu anual de 200 de florini A

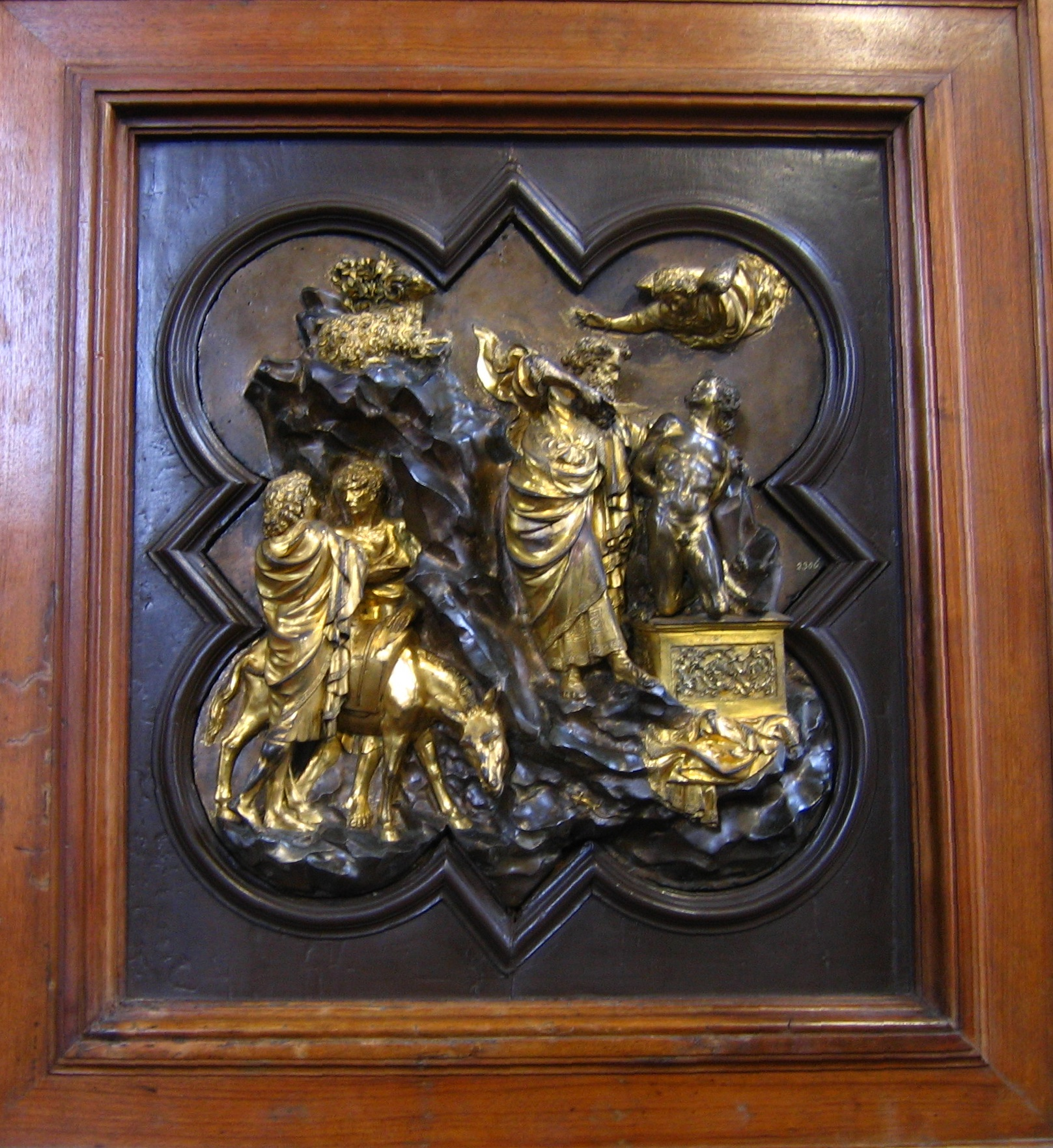
Ghiberti: Sacrificiul lui Ițhac basorelief prezentat ca test la competiția pentru porta de nord a Baptisteriului florentin (1401)

Baptisteria florentinăB are patru intrări, în cele patru vânturi, închise cu perechi de portaluri mari, căptușite cu bronz placat cu aur. Porțile de sud și de vest au fost concepute și executate de sculptorul din sec. al XIV-lea Andrea Pisano, într-un stil gotic-sobru. Ghiberti a  divizat porțile de nord în câte 14 panele, 28 în total, 23 dintre ele reprezentând „Viața lui Hristos” și a Evangheliștilor. Executarea acestei opere a durat 21 de ani, între 1403 și 1424. În anul 1424 Ghiberti a făcut o scurtă vizită la Veneția.

### Porțile de est și perspectiva
La întoarcerea din Veneția, în 1425 a început decorarea porților de est, cea mai importantă operă a sa, la care a lucrat 27 de ani, până în anul 1452. Acest proiect include două serii de câte cinci panele care reprezintă, fiecare dintre ele, scene biblice. Părăsind total stilul neo-gotic, Ghiberti a folosit perspectiva - nou introdusă de Paolo Uccello, primul maestru al perspectivei și enunțată arhitectonic și matematic de Brunelleschi - într-un basorelief stratificat și neexagerat în profunzime, pentru a putea cuprinde un mare număr de personaje, pe diferite planuri. Uccello a lucrat în atelierul și sub îndrumarea lui Ghiberti, ca și Donatello, considerat ca autorul primului exemplu de perspectivă pornită de la un punct central în sculptură. În ambele cazuri se presupune că inițiatorul a fost Ghiberti.
Studii mai recente susțin că Ghiberti ar fi cunoscut cartea matematicianului arab Alhazen de la începutul secolului al XI-lea „Cartea despre Optică”, tradusă în italiană în secolul al XIV-lea sub titlul „Deli Aspecti”, comentată pe larg de Ghiberti în „Commentario terzo”  A. Mark Smith susține că datorită lui Ghiberti "Alhazen's Book of Optics may well have been central to the development of artificial perspective in early Renaissance Italian painting."

Atelierul lui Ghiberti a devenit unul dintre principalele centre de activitate din Florența. Căpătând mai multă libertate de acțiune artistul s-a lansat într-o activitate de studiu, căutări și inovații, folosite cu artă și înțelepciune, cu deosebire la construirea reliefurilor lui Isac, Iosif și Solomon. La vederea acestei bijuterii sculpturale Michelangelo a exclamat: „Acestea sunt Porțile Paradisului!”C
„ Admirabile prin distribuția și încadrarea panourilor, prin bogăția imaginației și eleganța lor fluidă și prin nobilul sentiment de subiecte. Raportul reliefului față de distanța trucată a planurilor, trecerile studiate de la ronde-bosse la basorelief  îmbinate într-un model aproape plat al medaliei, eschivarea riguroasă de la arhtectural, sugerarea în bronz a unui peisaj aerian, frapant, ca o revelație miraculoasă au încrustat în imaginația populară senzația „Porților Paradisului” - Henri Focillon, istoric de artă  în „Arta occidentului”'”

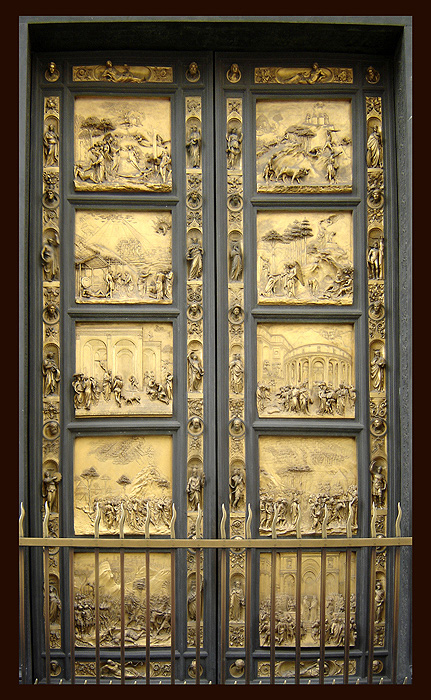
Ghiberti: Porțile paradisului, Florența, 1425 - 1452

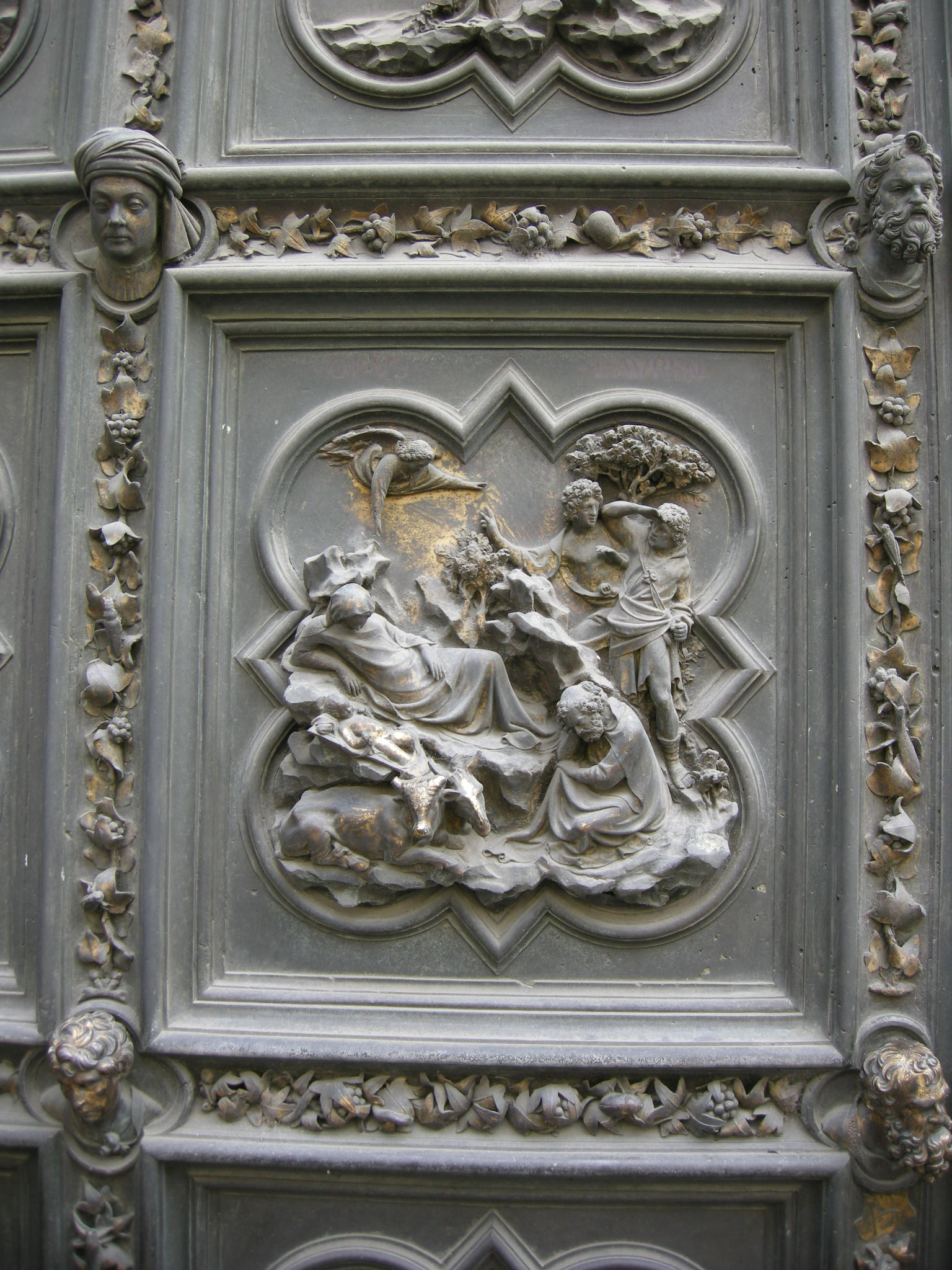
Ghiberti:Nașterea, motiv din poarta de nord a Baptisteriului florentin

Într-o permanentă căutare a noi moduri de exprimare, sufocat de interferențele artistice ale conducătorilor fondului finanțator, dar și din motive de penurie pecuniară Ghiberti și-a găsit activități paralele, neglijând execuția porților de nord ale baptisteriei. În 1414 a primit o comandă de a executa 14 statui turnate în bronz ale sfinților protectori ai Florenței comandate de fondul Arte di Calimala, care urmau să fie postate în nișele externe ale bisericii florentine Orsanmichele, la care a lucrat între 1416 și 1427 și dintre care a realizat trei, Sfântul Ioan Botezătorul (italiană San Giovanni Battista), Sfântul Matei și Sfântul Ștefan. Originalele se găsesc într-o stare perfectă, în Muzeul Orsanmichele, iar în nișele externe au fost plasate copii.

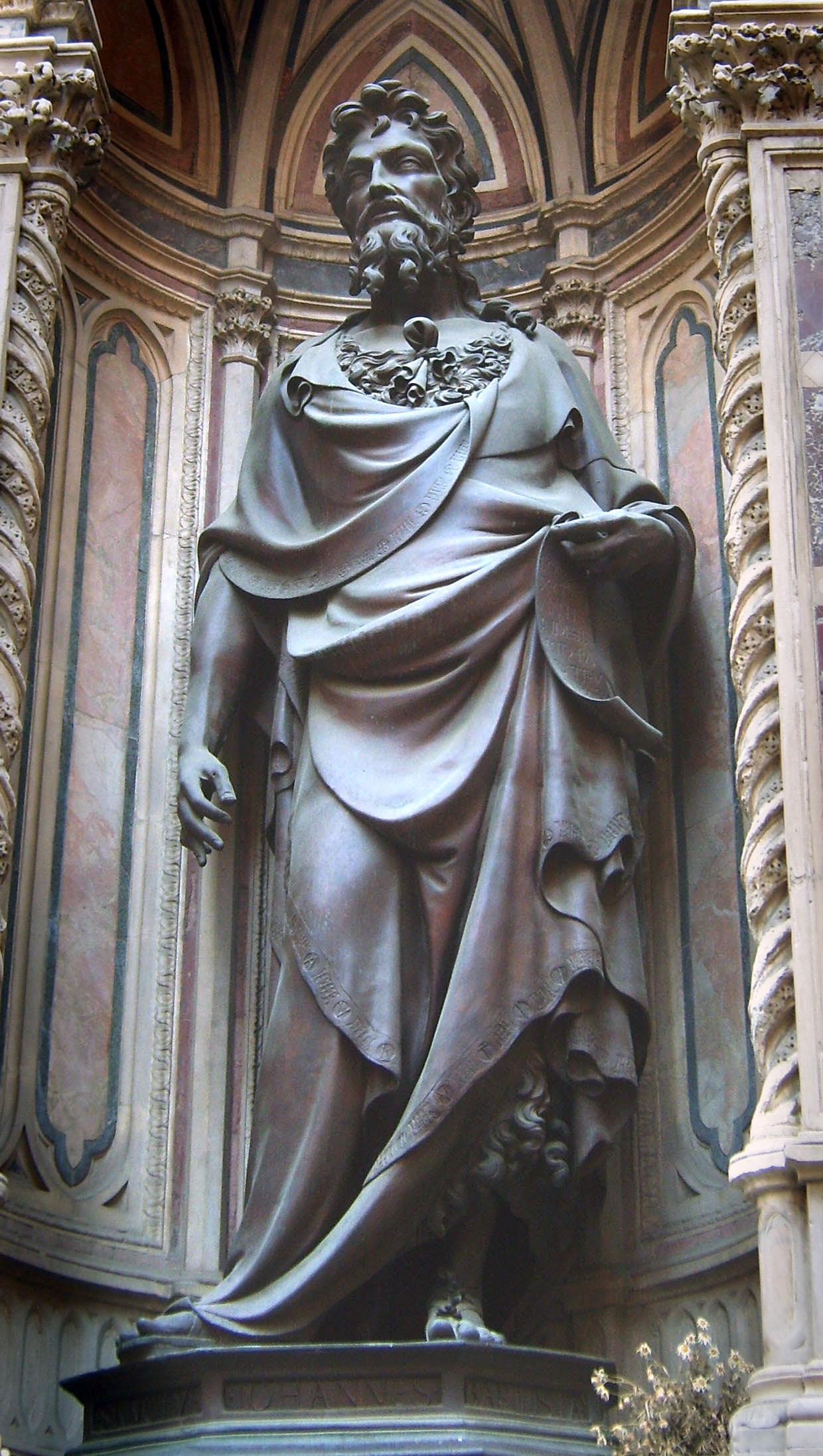
Ghiberti: Sfântului Ioan Botezătorul (San Giovanni Battista), fațada bisericii florentine Orsanmichele (copie)

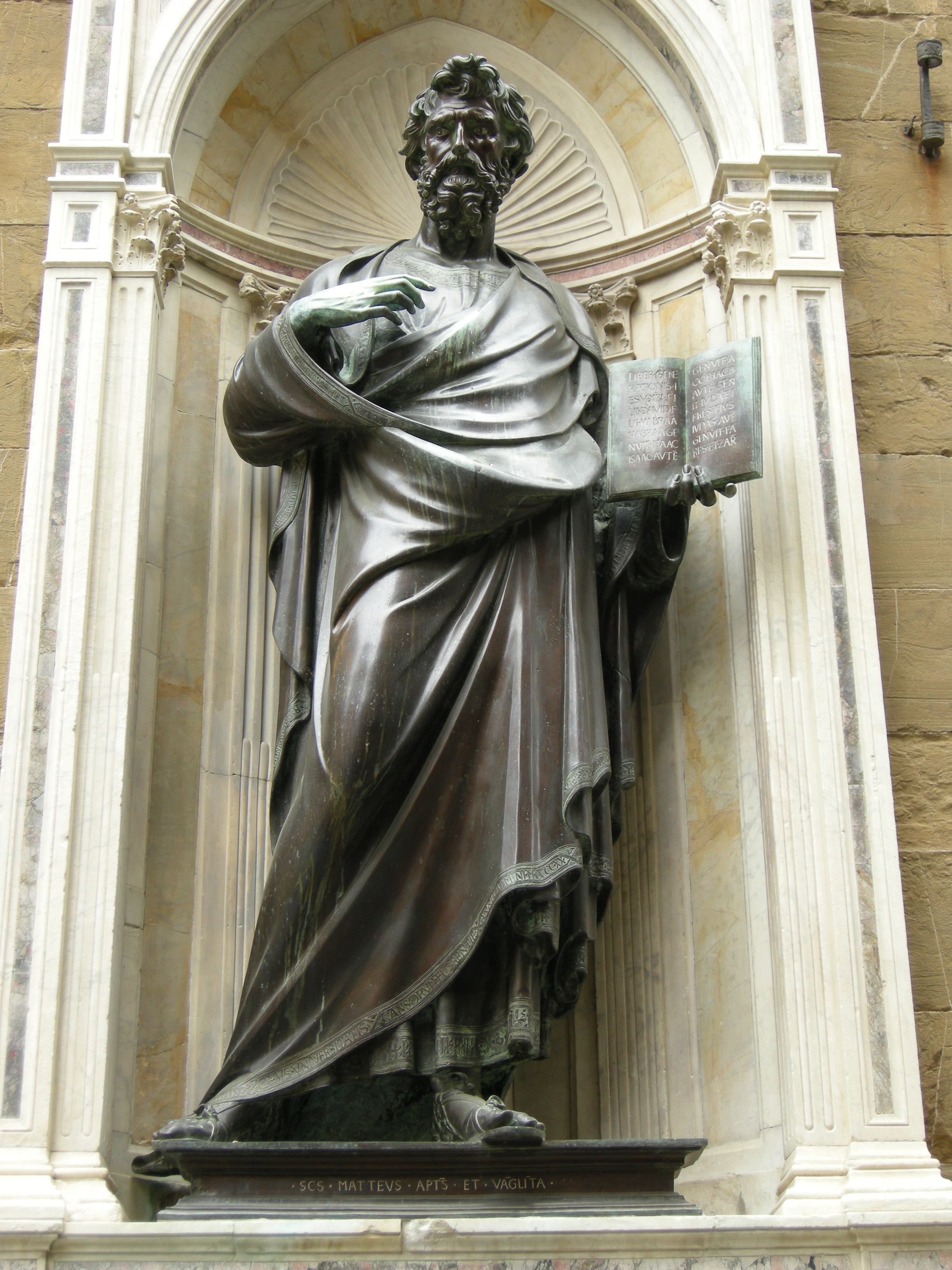
Ghiberti: Sfântul Matei, fațada bisericii florentine Orsanmichele (copie)

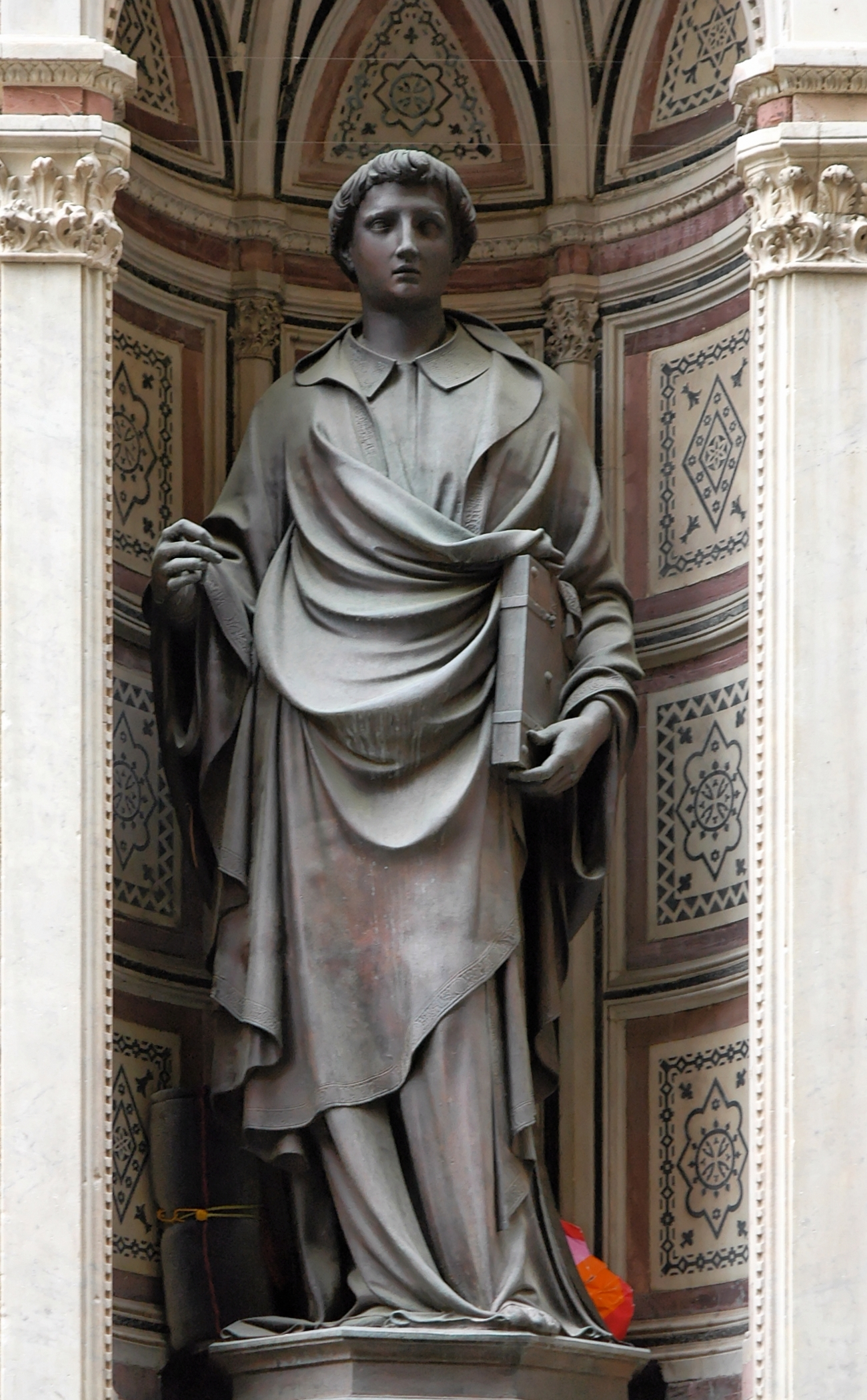
Ghiberti: Sfântul Ștefan, fațada bisericii florentine Orsanmichele (copie)

Lucrând la „Porțile Paradisului” i s-a propus lui Ghiberti  să preia, după moartea lui Brunelleschi, continuarea construirii Domului Santa Maria del Fiore, aflat în vecinătate, conform mentalității vremii că un artist plastic se pricepe la toate, inclusiv construcțiile. Prin reușita sa limitată artistul a demonstrat că această mentalitate era greșită.
Între anii 1447-1455 Ghiberti s-a dovedit a fi și un scriitor de artă, folosind noua limbă italiană literară, „rinascimentistă”, „Dolce Stil Novo” (în italiană „Dulce Noul Stil”), limba lui Dante Alighieri descrisă în Dante Alighieri: Al principio del cammin di Italiana lingua. În această limbă el a scris Comentariile (italiană I Commentarii), trei volume despre istoria artei din antichitate, de la Vitruvius și Plinius cel Bătrân și până la vremea sa, la propria sa autobiografie (traduse în limba engleză de Ludwig Goldscheider în 1949), prima autobiografie a unui artist.  
Ghiberti a decedat în 1455, la vârsta de 77 de ani, în Florența și a fost înmormântat cu mari onoruri în biserica florentină Santa Croce.

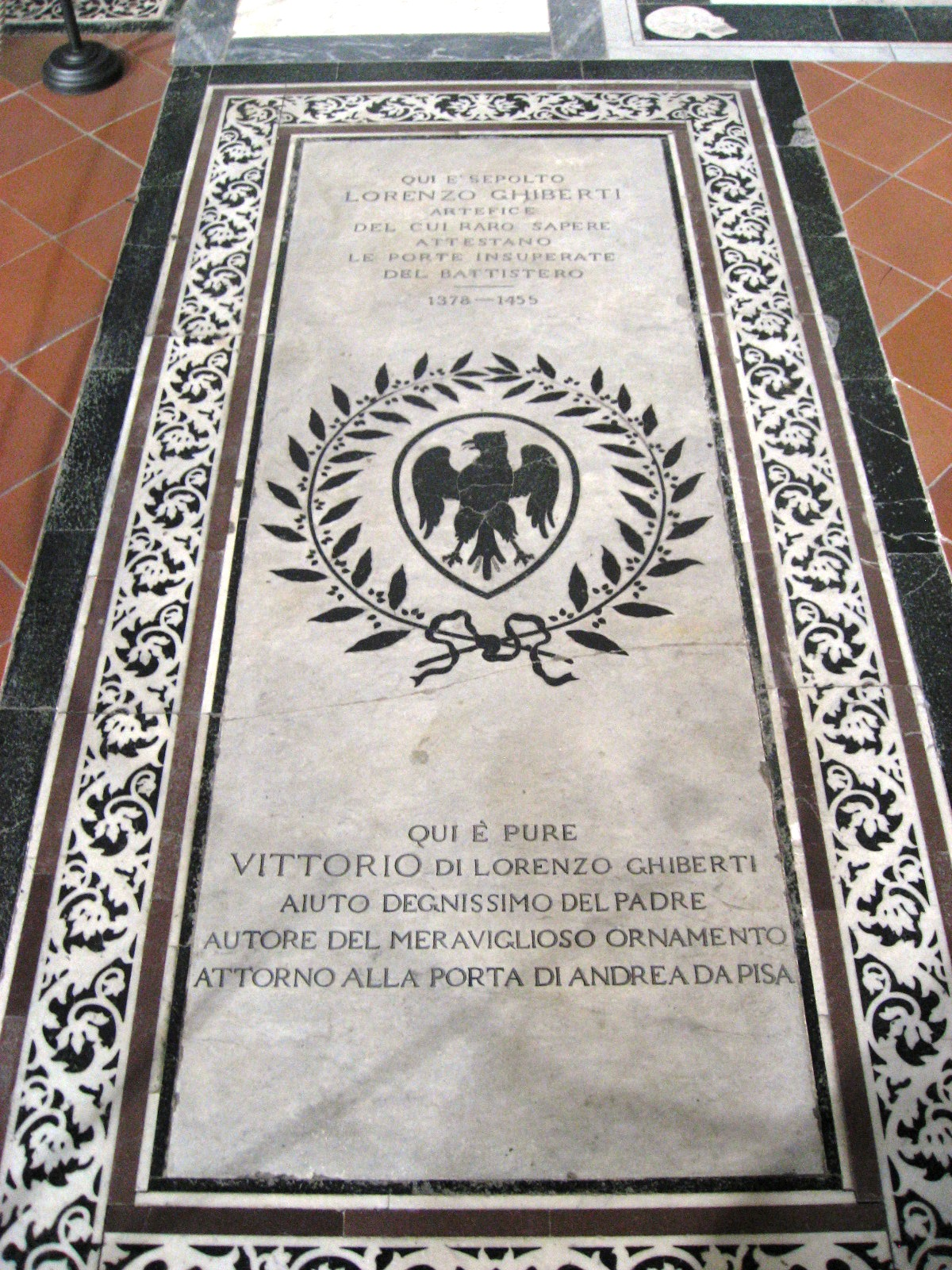
Mormântil lui Lorenzo Ghiberti - biserica Santa Croce, Florența

## Opera

### Renașterea italiană
Începută în Italia Renașterea a marcat tranziția de la societatea medievală către societatea modernă, pe fondul unei înfloriri economice a nordului Italiei, a slăbirii dominației societății feudale medievale și în contradicție cu rigiditatea Bisericii Catolice. S-a format o elită culturală și artistică, în care artistul plastic a evadat din anonimatul ghildei, devenind o personalitate cu un nume și cu un stil propriu de exprimare. Gotica cleziastică central-europeană a cedat locul clasicismului greco-roman, nudului, perspectivei și antropocentrismului. Artiști ca Michelozzo di Bartolomeo Michelozzi zis Michelozzo (Florența, 1396 – 1472 - sculptor și arhitect), Masolino da Panicale (Panicale în Valdarno-Arezzo, 1383 – 1440) și Tommaso di Cristoforo Fini, pictori florentini au avut un rol fundamental în răspândirea limbajului renașterii, ca un rezultat al evoluției de la cultura gotică-târzie spre eleganța nudului elenic redescoperit în cercetările arheologice, naturalismul atent la detalii și tri-dimensionarea prin noua perspectivă, mai mult intuită decât reală a lui Brunelleschi și Alberti.
Și sculptorii, în prima jumătate a secolului XV, au adoptat noile formule spațiale ale Renașterii în sensul fluidizării și omogenizării planurilor și a traseelor compoziționale. Un bun exemplu comparativ îl constituie cele două basoreliefuri executate de Brunelleschi și  Ghiberti pentru concursul destinat porților de nord și de răsărit ale Baptisteriului din Florența (1401).
Posteritatea, istoria artei consideră acest concurs ca actul fondator al renașterii plastice italiene. Ghiberti va fi, alături de Donatello, unul dintre promotorii acestei renașteri.
Dacă la Brunelleschi scena e redată discontinuu, cu personaje ce evoluează individual în cîmpul suprafeței, cu veșminte ale căror falduri se răsucesc în volute dansante de tip gotic internațional, la Ghiberti relația între figuri și fond este mai unitară, mai compactă, personajele sunt monumentale, modelate și drapate în manieră antică; elementele decorului natural unifică acțiunea asemeni unui șuvoi oblic, întregul ansamblu alcătuind un întreg coerent și, în același timp, puternic tensionat emoțional. În plus, Ghiberti se arată un maestru subtil al punerii în perspectivă abruptă a corpurilor (franceză raccourci). Arta sa se exprimă plenar în ansamblul scenelor ce alcătuiesc Poarta Paradisului. Relieful, extrem de sensibil modelat, transpune cu multă acuratețe tehnica perspectivei în special în redarea arhitecturii. In medalioanele de pe benzile laterale apar portrete expresive, printre ele fiind inserat și autoportretul sculptorului [nefuncțională]

.

#### Brunelleschi versus Ghiberti
Cei doi mari artiști florentini au fost celebri și prin concurența, invidia și aprecierea reciprocă.
Prima încrucișare de drumuri s-a produs în anul 1401, la concursul pentru crearea portalului de nord al baptisteriului florentin, când basorelieful lui Brunelleschi, Sacrificiul lui Isaia (Florența, Bargello) câștigă concursul, ex aequo cu cea a lui Ghiberti, Brunelleschi refuză să împartă îndatoririle, iar odată cu acest fapt, activitatea sa ca sculptor încetează pentru 20 de ani. După alte surse, văzând lucrarea-test a lui Ghiberti,  Brunelleschi s-a retras din concurs (vezi mai sus).
În anul 1418 ambii artiști concurează (și se concurează) la concursul construirii Domului Santa Maria del Fiore și din nou, Brunelleschi câștigă concursul ex-aequo cu Ghiberti. Meritul soluției tehnice al problemei îi este recunoscut în 1423 când îi este încredințată în totalitate responsabilitatea lucrărilor. De data aceasta Ghiberti a fost cel care a refuzat colaborarea și s-a retras pe motivul obligațiilor anterioare. El a fost rechemat ulterior, după moartea lui Brunelleschi în 1446, pentru continuarea lucrărilor, dar priceperea sa în construcții nu a fost remarcabilă.